# هنری هولت (ناشر)
هنری گرتف هولت (به انگلیسی: Henry Gartf Holt) (زاده ۳ ژانویه ۱۸۴۰ – درگذشته ۱۳ فوریه ۱۹۲۶) ناشر و نویسنده آمریکایی بود. 

## آثار
- داستان

- - Calire (1892)
  - Sturmsee: Man and Man (1905)
  - Steppenwolf (1926)

- غیر داستان

- - Talks on Civics (1901)
  - On the Cosmic Relations (1914)
  - Garrulities of an Octogenarian Editor (1923)

## منبع
- مشارکت‌کنندگان ویکی‌پدیا. «Henry Holt». در دانشنامهٔ ویکی‌پدیای انگلیسی، بازبینی‌شده در ۲۰۲۴-۰۸-۲۳.